# Platygaster rufitibia
Platygaster rufitibia är en stekelart som beskrevs av Peter Neerup Buhl 1999. Platygaster rufitibia ingår i släktet Platygaster och familjen gallmyggesteklar. Arten är reproducerande i Sverige. Inga underarter finns listade i Catalogue of Life.